# Инглиш, Эмбер
Эмбер Инглиш (англ. Amber English; род. 25 октября 1989, Колорадо-Спрингс) — американская спортсменка, стрелок, выступающая в дисциплине скит, олимпийская чемпионка (2020), двукратная чемпионка Америки по стрельбе (2014, 2018).

## Карьера

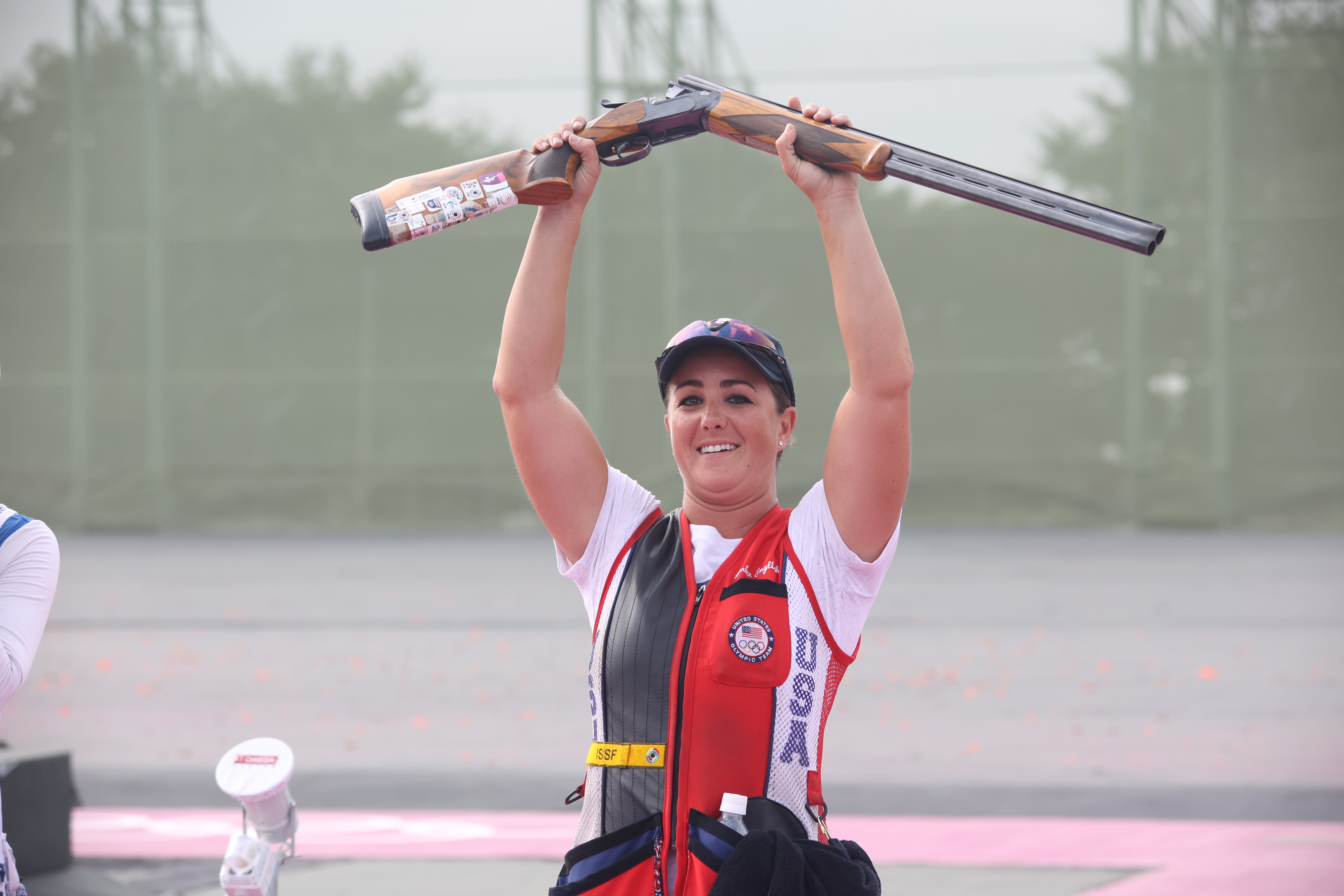
На летних Олимпийских играх 2020

В 2014 и 2018 годах становилась чемпионкой Америки по стрельбе, выигрывая золотые медали в женском ските.
На Чемпионате мира по стрельбе 2018 года завоевала две медали (золото в командном ските и бронзу в личном).
На Олимпийских играх 2020 года выиграла золото в личном ските, опередив в финале итальянку Диану Бакози и китаянку Вэй Мэн; при этом Инглиш заработала 56 очков и установила олимпийский рекорд.